# Constant Lambert
Constant Lambert (Londra, 23 agosto 1905 – Londra, 21 agosto 1951) è stato un compositore e direttore d'orchestra inglese.

## Biografia
Figlio del pittore di nascita russa, ma naturalizzato australiano, George Lambert, e fratello minore di Maurice Lambert.
Lambert è stato istruito al Christ's Hospital e al Royal College of Music, sotto la guida di Ralph Vaughan Williams, di R. O. Morris, di Sir George Dyson per la composizione, di Malcolm Sargent per la direzione d'orchestra, e di Herbert Fryer per il pianoforte.
Si dimostrò un talento precoce, realizzando lavori orchestrali già dall'età di tredici anni.
È stato l'autore dei balletti Romeo e Giulietta (1926), Pomona (1927), Horoscope (1938), Comus (1942).
Ha inoltre composto musica sinfonica (The Rio Grande, Aulade heiroique), musica vocale, di scena.
Lambert ha provato un grande interesse nei confronti della musica afroamericana, difatti la sua composizione più conosciuta è The Rio Grande (1927), per pianoforte e contralto solisti, coro e orchestra di ottoni, archi e percussioni. Ha ottenuto un successo immediato e Lambert ha realizzato due registrazioni del brano come direttore (1930 e 1949).
Lambert fu un esperto di pittura, di scultura, di letteratura e apprezzava la musica jazz, soprattutto quella di Duke Ellington. 
Come critico musicale ha pubblicato vari scritti e il libro Music Ho! (1948), nel quale si interessò di numerosi generi musicali.
Ha assunto il ruolo di direttore musicale della compagnia di balletti Sadler's Wells.
Come direttore d'orchestra, Lambert prediligeva la musica di Liszt, di Chabrier, di Émile Waldteufel e dei romantici compositori russi, non molto conosciuti in Gran Bretagna prima che li sostenesse lui; ha fatto belle registrazioni di alcune delle loro opere.